# ポパヤン
ポパヤン（Popayán）は、コロンビア・カウカ県の県都。人口は31万8059人（2018年）。コロンビア西部山脈と中央山脈の間の高原に位置する。

## 概要
ポパヤンは歴史的な建築がよく残り、ヨーロッパの雰囲気が漂う都市である。家の壁は白で統一されており「白い町」と呼ばれている。高原に位置しているが比較的雨が多く、年間雨量は2000mmを上回る。

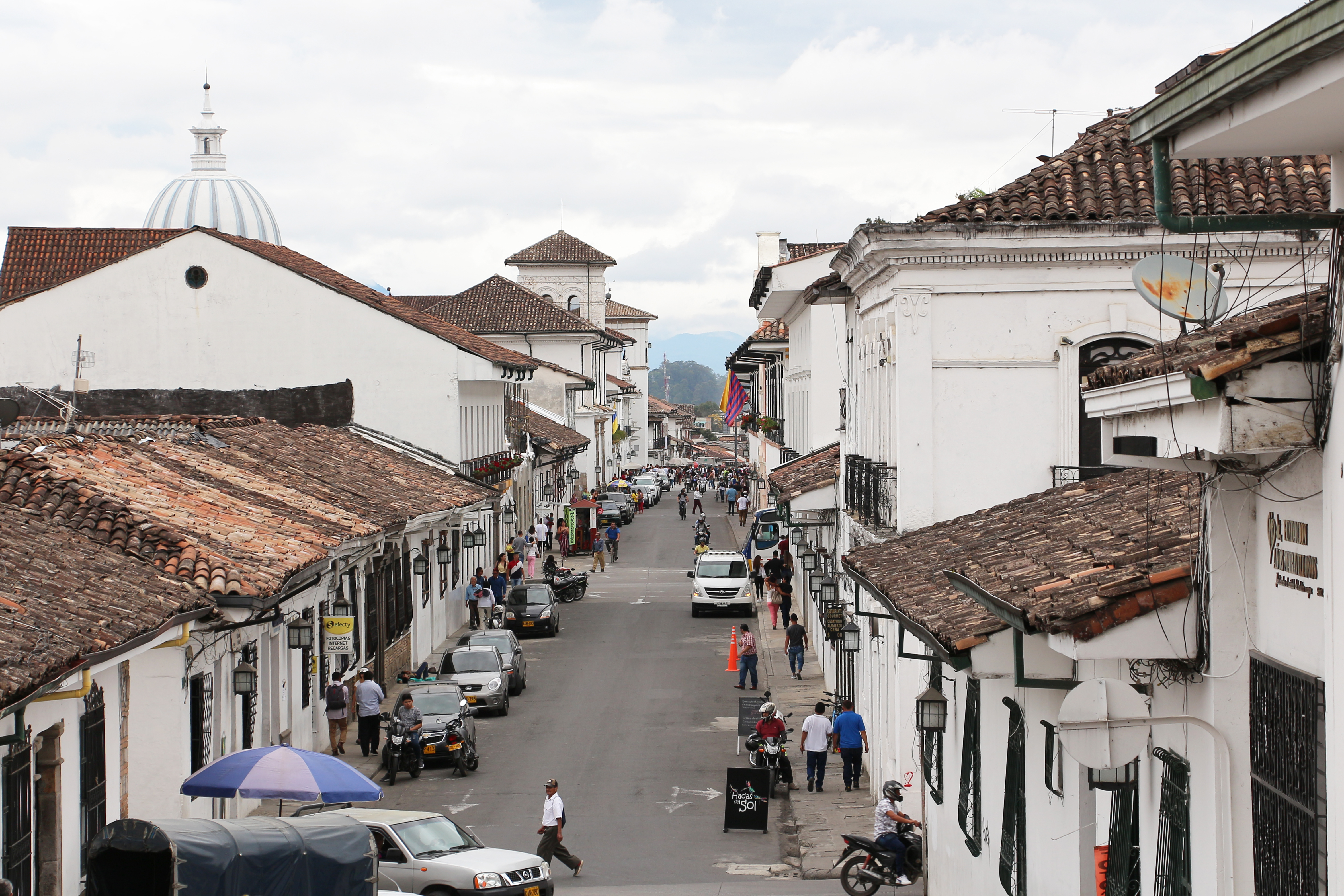
ポパヤン市街